# Dale Gardner
Dale Allan Gardner, född 8 november 1948 i Fairmont, Minnesota, död 19 februari 2014 i Colorado Springs, Colorado, var en amerikansk astronaut uttagen i astronautgrupp 8 den 16 januari 1978.

## Rymdfärder
- STS-8
- STS-51-A